# Fakultní nemocnice Ostrava
Fakultní nemocnice Ostrava, nacházející se v městském obvodu Poruba, je centrálním léčebným zařízením pro Moravskoslezský kraj. Její areál, ležící nedaleko Vysoké školy báňské, zabírá plochu západního okraje porubského sídliště a tvoří jej celkem 41 klinik, oddělení, ústavů a center. Celé zařízení má kapacitu okolo 1 200 lůžek a ročně ošetří okolo čtyřiceti tisíc pacientů. Současný porubský areál vznikal postupně; hlavní budova urgentního příjmu byla otevřena v roce 1991 a během následujících let pak byly vystavěny další její objekty. V roce 1992 získala nemocnice statut fakultní. Od roku 2005 je porubský nemocniční areál považován za dokončený.

## Historie
Historie FNO začíná roku 1912, kdy byla otevřena Nemocnice v Zábřehu, která se stala základem dnešní nemocnice. Během druhé světové války, sloužila nemocnice pro potřeby Němců. Po druhé světové válce nastala obnova nemocnice. Roku 1992 získala nemocnice statut fakultní nemocnice a o dva roky později byla otevřena nová budova lůžkového monobloku v porubském areálu. Roku 2001 došlo k otevření nové porodnice, Fakultní nemocnice Ostrava.
Dne 10. prosince 2019 došlo v této nemocnici ke střelbě, při které na místě zemřely čtyři osoby a další tři podlehly zraněním.

## Pracoviště

### Interní obory
- Oddělení alergologie a klinické imunologie
- Interní a kardiologická klinika
- Oddělení dětské neurologie
- Klinika dětského lékařství
- Oddělení pracovního a preventivního lékařství
- Klinika léčebné rehabilitace
- Klinika infekčního lékařství
- Oddělení plicních nemocí a tuberkulózy
- Neurologická klinika
- Klinika onkologická
- Kožní oddělení
- Oddělení neonatologie
- Oddělení psychiatrické
- Léčebna pro dlouhodobě nemocné Klokočov
- Kardiovaskulární oddělení
- Klinika hematoonkologie

### Chirurgické obory
- Klinika anesteziologie, resuscitace a intenzivní medicíny
- Chirurgická klinika
- Klinika otorinolaryngologie a chirurgie hlavy a krku
- Klinika ústní, čelistní a obličejové chirurgie
- Neurochirurgická klinika
- Oční klinika
- Gynekologicko-porodnická klinika
- Kardiochirurgické centrum
- Centrum plastické chirurgie a chirurgie ruky
- Klinika popáleninové medicíny a rekonstrukční chirurgie
- Transplantační centrum
- Klinika úrazové chirurgie
- Oddělení centrálního příjmu
- Centrální operační sály
- Oddělení ortopedické
- Urologická klinika

### Obory SVaLS
- Covid centrum
- Klinika nukleární medicíny
- Ústav laboratorní diagnostiky
- Ústav klinické a molekulární patologie a lékařské genetiky
- Ústav radiodiagnostický
- Ústav soudního lékařství
- Krevní centrum
- Oddělení lékařské genetiky

## Doprava k nemocnici
K březnu 2024 k Fakultní nemocnici jezdí celodenně (i v noci) tramvajové linky číslo 7 a 8, cca od 5. do 22. hodiny zde zajíždí i linka 17, na zastávku Fakultní nemocnice. Dále k nemocnici dojíždí autobusy MHD na zastávky Domov Sester (nedaleko vchodu do polikliniky, a domova sester; linky 37, 47 a 58), Pod Nemocnicí (za areálem, u skladiště léčiv a infuzních roztoků, linky 37, 47 a 58), K Myslivně (u budovy Kliniky onkologické, linky 37, 47 a 58), Poruba,U Nemocnice (hlavní vjezd do areálu, linky 40, 47, 54 a 58) a Fakultní nemocnice (u vchodu do polikliniky, linky 40, 58 a 78) a také autobusy příměstské dopravy ze směrů od Klimkovic, Opavy, Havířova a Hlučína.